# 仲村梨沙
仲村 梨沙（なかむら りさ、1967年7月21日 - ）は、日本の元AV女優。
東京都出身（「1968年12月20日生れ・京都府出身」とするプロフィールもある）。

## 略歴・人物
1988年に『私生活 わかれの詩 仲村梨沙20歳』でAVデビュー。
元祖「潮吹き女優」ともいわれている。
異なるプロフィールがいくつかある。
- FANZAプロフィールでは、生年月日:1967年7月21日、B:84・W:55・H:86、出身地:東京都としている[2]。
- 「私生活 わかれの詩」のケース裏面のプロフィールでは、生年月日:1967年12月20日、B:84・W:55・H:86としている[1]。
- 「吹かせてお願い」のケース裏面のプロフィールでは、生年月日:1967年12月20日、B:85・W:56・H:85、京都生まれとしている[3]。

趣味:ゴルフ
特性:潮吹き

## 作品

### アダルトビデオ
1988年
- 私生活 わかれの詩 仲村梨沙20歳（5月13日、宇宙企画）- デビュー作
- 絶頂願望（5月30日、ミス・クリスティーヌ）
- 霊感・快感・第六感（7月10日、にっかつビデオフィルムズ SP-021）
- イヤ～ンやめて!!（7月25日、フリービジョン）
- ハレンチビデオリーグ 4（7月25日、にっかつビデオフィルムズ）- オムニバス作品、他出演：東山絵美・一ノ瀬あや・岡本百合・黒沢ひとみ・磯野真理・芳本愛子
- シスターセレナーデ（8月15日、アテナ映像）- 共演：村上麗奈・直木亜弓
- 潮まみれ（9月25日、アリスJAPAN）
- クレージー・インパクト 異常集団（9月25日、フリービジョン）- オムニバス作品、他出演：豊丸・沖田ゆかり
- ハレンチビデオリーグ 5（9月25日、にっかつビデオフィルムズ）- オムニバス作品、他出演：白川桃子・一ノ瀬あや・白浜なぎさ・麻宮涼子
- セクシークライム・梨沙（10月13日、大陸書房）
- ボッキー18 ここまでヌキッチョ（11月5日、アリスJAPAN）- 共演：斉藤ちあき・高橋ますみ・鴇ルリ子
- 劣情（11月10日、ロコ）
- 聖水噴射 ラブジュース・1.5リットル（11月15日、現代映像企画/ビジュアルジャパン）
- ロマンコレクション タマシオ（11月25日、アテナ映像）- 共演：朝霧静香
- ボッキー19 しめてクッション!（12月5日、アリスJAPAN）- 共演：斉藤ちあき・坂口蘭子
- 女体道中ひだクリ毛 2 か～こ（12月9日、VIP）- オムニバス作品、他出演：沖田ゆかり・高橋ますみ
- ホンキーFUCKウーマン（12月10日、にっかつビデオフィルムズ）- オムニバス作品、他出演：堀河麻里
- 前戯なき戦い 絶頂作戦（12月17日、ミス・クリスティーヌ）- オムニバス作品、他出演：高樹陽子・朝吹麻耶・沙羅樹 他
- 口全ワイセツ 5 胃液吐くまで（12月22日、芳友舎/h.m.p DSV-051）
- お姉さんが教えてあげる（12月30日、マドンナメイトビデオ）- 共演：姫野真利亜
- インモラル女子大生（フェニックスビデオ SH-020）
- REAL 2（ワコー WA-18）
- 粘着リップ（h.m.p）
- レイプ見聞録（パピヨン）- オムニバス作品、他出演：北条輝美・渡辺つばさ・石野みゆき・俵ひとみ
- 熱ぽいの（希宝舎 CK-1053）
- 甘い生活（新東宝ビデオ/EVE STQ-65）
- じゅげむ Vol.2（宇宙企画 UF-36）- オムニバス作品、他出演：北原千春 他
- 秘宝館 パート4 ヌレバ（パピヨン PS-10）- オムニバス作品、他出演：浅野真弓・栗原早記・村上れい子・岩城亜樹子
- 背徳の美（ファイブスター）
- セクシーアイドル7 2（ファイブスター）- オムニバス作品、他出演：御藤静・井上美樹・後藤えり子・鮎川真理・舞阪ゆい・冴島奈緒
- まっくろけの毛 2 モザイクのむこうは…（パピヨン）- オムニバス作品、他出演：高木泉・石原圭以子・愛川みゆき・沖田ゆかり・西条希美
- セクシャルTV VOL.5 絶頂融合（シネマサプライ CS-41）
- 未編集＆NG大得集 豊丸・朝吹麻耶・仲村梨沙 他（シネマサプライ CS-50）
- 生フェチ 東清美・浅田リエ・林里菜・渡辺つばさ・仲村梨沙 他（パピヨン PS-13）
- あぶないクラスメート 7 後藤えり子・井上美樹・仲村梨沙 他（ファイブスター CS-41）

1989年
- ザッツエロ（1月28日、新東宝ビデオ）- オムニバス作品、他出演：沖田ゆかり・舞坂ゆい
- 恋人作り大作戦 Part1 南崎ゆか・仲村梨沙・八島かおる 他（3月6日、青人社）
- 吹かせてお願い!（3月25日、現映社）
- 痛撃!! 梨沙えぐり撮り（4月3日、ロイヤル・アート）
- 少女惑星 2（4月13日、宇宙企画）- オムニバス作品、他出演：直木亜弓・愛田ゆき・和泉冴子・有本夏樹・椎名かほり・高木樹里・井上美樹
- アタック・ビデオ No.26（5月3日、宇宙企画）- オムニバス作品
- 放課後びんびん物語（6月4日、東京音光）
- 張り裂けよ肉魂（6月17日、KUKI）- 共演：加納妖子
- スペルマドリンク10 PART2 藤沙月・星野小百合・鮎川真理・仲村梨沙 他（7月7日、現代映像企画）
- 女教師 梨沙（7月17日、ファイブスター）
- 宇宙企画のスーパー・ランジェリー Volume.02（7月20日、英知出版）- オムニバス作品、他出演：小森愛・井上美樹・和泉冴子
- ムチューッと満開 	林こずえ・仲村梨沙・青木由利亜・青木ゆかり 他（7月25日、現映社）
- 投稿アイドルクラブ 仲村梨沙（9月22日、VIP）
- 私刑スペシャル 6 悦虐・仲村梨沙（10月5日、東京音光）
- 痴態100景 夜まで待てない（11月6日、ロイヤル・アート）
- 月刊ディザイアークラブ11月号 遠山あかね・白石リカ・仲村梨沙 他（11月、シネマサプライ CS-93）
- 牙 2（12月1日、フリーク）
- 風のプリズム（せいふく舎 SE-47）
- エクスタシー5 PartⅧ（せいふく舎 SE-56）- オムニバス作品、他出演：藤沢まりの・八島かおる・坂口蘭子・松本圭
- ボッキー総集編 激まんパコパコ 後編（アリスJAPAN KA-1304）- オムニバス作品、他出演：鮎川真理・舞坂ゆい・片山樹奈・結城つかさ・山本なつき・白浜なぎさ・星野小百合・望月未来・前原祐子・北村美加・鴇ルリ子・加納妖子・徳大寺笙子・斉藤ちあき
- 傷だらけは天使達（KUKI QX-81）- 共演：中島小夜子
- 愛と悦楽の日々（グッドカンパニー REX-001）
- あ・ぶ・な・いクラスメート7（ファイブスター）- オムニバス作品、他出演：後藤えり子・松本かおり・岸本かおる・沢口愛・石野みゆき・井上美樹
- ウォンテッド-5 肉欲発電所（新東宝ビデオ STZ-08）- オムニバス作品、他出演：井上美樹・村上麗奈・岬まどか・青木ゆかり
- せ・い・ふ・くの戯れ（ファイブスター）- オムニバス作品、他出演：藤沢まりの・鮎川真理・小野愛・渡辺由美・舞坂ゆい
- Super Erotica 妖獣（RAC SS-017）- オムニバス作品、他出演：滝沢薔・舵川まり子
- 快感極楽棒（ルナ・エンタープライズ）- 共演：さくら
- ザ・ベスト・オブ発射スペシャル 4 美穂由紀・御藤しずか・仲村梨沙・沖田ゆかり 他（シネマサプライ/アリーナ CS-61）
- 女を張った探偵家業 仲村梨沙・中島小夜子（KUKI）

1990年
- 口全ワイセツ スペシャル（8月24日、h.m.p）- オムニバス作品、他出演：村上麗奈・白鳥麻子・藤あかね・鮎川真理
- 爆裂ダイ・ハード（ミオ MIO-003）- 「中村梨沙」名義
- 梨沙の熱い蜜（タイムアロー VIT-009）

1991年
- 性感極楽棒（6月21日、日本レンタル・システム）

1992年
- APPALE（アッパレ）写真館（アイダス MK-13）

1996年
- 極上べろべろ娘たち 2（11月27日、h.m.p）- オムニバス作品、他出演：麻宮淳子・林由美香・松本まりな・村上麗奈・鮎川真理 他

2000年以降
- ルネッサンス 2 甦る口全ワイセツ（2000年11月10日、h.m.p）- オムニバス作品、他出演：村上麗奈・鮎川真理・林由美香・小沢奈美・松本まりな 他
- 僕だけの願望 DIGITL REMASTARING 中村梨沙・沙也加（2001年10月10日、レインボー）- 「中村梨沙」名義
- お宝コレクション 松本まりな・仲村梨沙（2001年12月21日、デジタル・コミュニケーションズ）
- 仲村梨沙 LOVE AFTER（2002年5月24日、ロイヤル･アート）＊「痴態100景 夜まで待てない」「痛撃!! 梨沙えぐり撮り」を収録
- エピソード(1988) 伝説になった女優たち 斉藤唯・豊丸・村上麗奈・仲村梨沙 他（2002年7月10日、ビデオバンク）
- 女子校生20年史 Deluxe 1 藤谷しおり・細川百合子・新堂有望・仲村梨沙 他（2003年12月5日、エイヴィジャパン）
- 口全ワイセツBEST 1（2004年5月21日、h.m.p）- オムニバス作品、他出演：長谷川瞳・金沢文子・氷高小夜・朝岡実嶺・林由美香 他
- 仲村梨沙 Memories プレミアム（2007年11月30日、ロイヤル・アート）

発売年不明
- ゴックン カルピス（エクセル・プランニング）VHS
- あそこにくちづけ（ノバプランニング NV-03）VHS
- キャンバスの妖精（ブリリアント BV-08）VHS

### カセット
- マドンナメイトカセット 仲村梨沙 オトナになりたい…（1989年3月25日、二見書房）

## 出版

### 写真集
- マドンナメイト写真集 仲村梨沙（1989年3月30日、マドンナ社）- 撮影：桑島レイジ
- 女性アイドル写真集　SUPER SEXIES 2 立原友香・舞坂ゆい・沢村杏子・坂上真琴・仲村梨沙 他（1989年7月1日、司書房）
- 仲村梨沙写真集 あぶない娼女（1989年9月21日、コスミックインターナショナル）- 撮影：井上一真

### 雑誌
- 週刊プレイボーイ 1988年5月3日号（集英社）
- Beppin 1988年6月号、1989年5月号（英知出版）
- ピッカイチ 1988年7月号（東京三世社）
- 写真CAN 1988年7月号（東京三世社）
- オレンジ通信 1988年7月号、11月号、1989年2月号（東京三世社）
- アップル通信 1988年8月号、1990年7月号（三和出版）
- デラべっぴん 1988年9月号（英知出版）
- ビデオ・ザ・ワールド 1988年10月号（白夜書房）
- ACTRESS 1988年11月号、1989年5月号、7月号（リイド社）
- セクシー・ランジェリー（1988年12月30日、辰巳出版）
- ベストビデオ 1988年12月号（三和出版）
- BEST LINGERIE 1989年1月号（日本出版社）
- URECCO 1989年2月号（ミリオン出版）
- 魅惑のランジェリー 1989年2月号（光彩書房）
- 投稿ニャンニャン写真 1989年3月号（サン出版）
- 下着ファッション No.27（1989年4月15日）、No.29（10月1日、光彩書房）
- SUPER GALS NOW 1989年7月号（リイド社）
- COMET SISTERS 1989年8月号（白夜書房）
- Mr. Dandy 1989年8月号（サンデー社）
- GIRL Friends 1989年9月号（若生出版）
- 女子大生ランジェリー 教養課程編（1989年11月1日、綜合図書）
- (遊)AVデラックス 1989年11月2日号（日本文芸社）
- 週刊宝石 1989年11月2日号（光文社）
- BEST VIDEO SPECIAL No.1（1990年2月15日、三和出版）
- ベスト・ランジェリー 1990年5月号、6月号（光彩書房）
- URE・URE(ウレウレ)AVギャルズ解体新書PRECIAL（1990年6月30日、ミリオン出版）
- ランジェリー・コレクション 1991年1月15日号、10月15日号（光彩書房）
- SWEET LINGERIE（1991年1月25日、英知出版）
- 女子大生物語 東京記念写真日記 ヒップ・スペシャル（1991年10月15日、綜合図書）
- PLAY LINGERIE No.2（?、光彩書房）